# ورنن، شهرستان وینستون، میسیسیپی
ورنن، شهرستان وینستون، میسیسیپی (به انگلیسی: Vernon, Winston County, Mississippi) یک منطقهٔ مسکونی در ایالات متحده آمریکا است که در شهرستان وینستون، میسیسیپی واقع شده‌است.

## خصوصیات
ورنن ۱۵۶٫۰۶ متر بالاتر از سطح دریا واقع شده‌است.